# Chincoteagueponny
Chincoteagueponnyn och Assateagueponnyn är två hästraser av ponnytyp som lever på öarna Assateague som tillhör Virginia och Chincoteague som tillhör delstaten Maryland. De två olika typerna är i grund och botten samma ras och är förvildade hästar som härstammar från hästar om fördes till Amerika av européerna under slutet av 1400-talet. Exakt hur ponnyerna hamnat på de isolerade öarna är dolt i mystik.
Ponnyerna har blivit fridlysta då de enbart finns på öarna och i ca 200 exemplar och idag är de båda öarna en nationalpark där ponnyerna får leva i vilt tillstånd. Ponnyn har förbättrats under fångenskap med bland annat American Paint Horse vilket gör att många av hästarna idag är skäckar. De små ponnyerna är härdade av de dåliga förhållandena på öarna och är därför sunda, tåliga och klarar sig på magert bete. 

## Historia
Exakt hur Assateague- och Chincoteagueponnyerna hamnade på öarna är ganska oklart, även för de forskare som dokumenterar och forskar om rasen. Ända fram till 1933 hade ön Assateague förbindelse med fastlandet men efter flera hårda stormar runt kusterna skildes ön från fastlandet genom ett smalt sund. Därför tror man att dessa ponnyer utvecklats ur flera olika hästar som kom dit via fastlandet. Det finns även en historia om hur ett fartyg från Spanien lastat med bland annat spanska hästar förliste utanför Virginia och Marylands kuster och flera hästar skulle ha simmat i land på öarna men det finns inga bevis som styrker detta. 
Teorier finns även om att ponnyerna är ättlingar till hästar som rymde eller släpptes fria av de spanska kolonisatörerna på 1600-talet under bosättningen av Amerika. 1669 infördes en hästskatt på fastlandet och därför kan bönderna ha skeppat hästarna till ön Chincoteague för att slippa betala. Vid ebb kan även ponnyerna ha vadat över till Assateague vilket skulle förklara de ponnyer som levde på den ön. Detta skulle göra att ponnyerna hade en gemensam grund och en bra blandning av olika raser och efter hand utvecklades till de ponnyer som lever där idag, bland annat genom att överleva på att äta vilda nypon, tång och strandgräs, även om detta hämmade deras utveckling något. Det enda forskarna vet med säkerhet är att ponnyerna har utvecklats med hjälp av de hästar om fördes från Europa till Amerika av kolonisatörer och nybyggare efter upptäckten, då hästar inte hade existerat i Nord- eller Sydamerika i nästan en miljon år. 

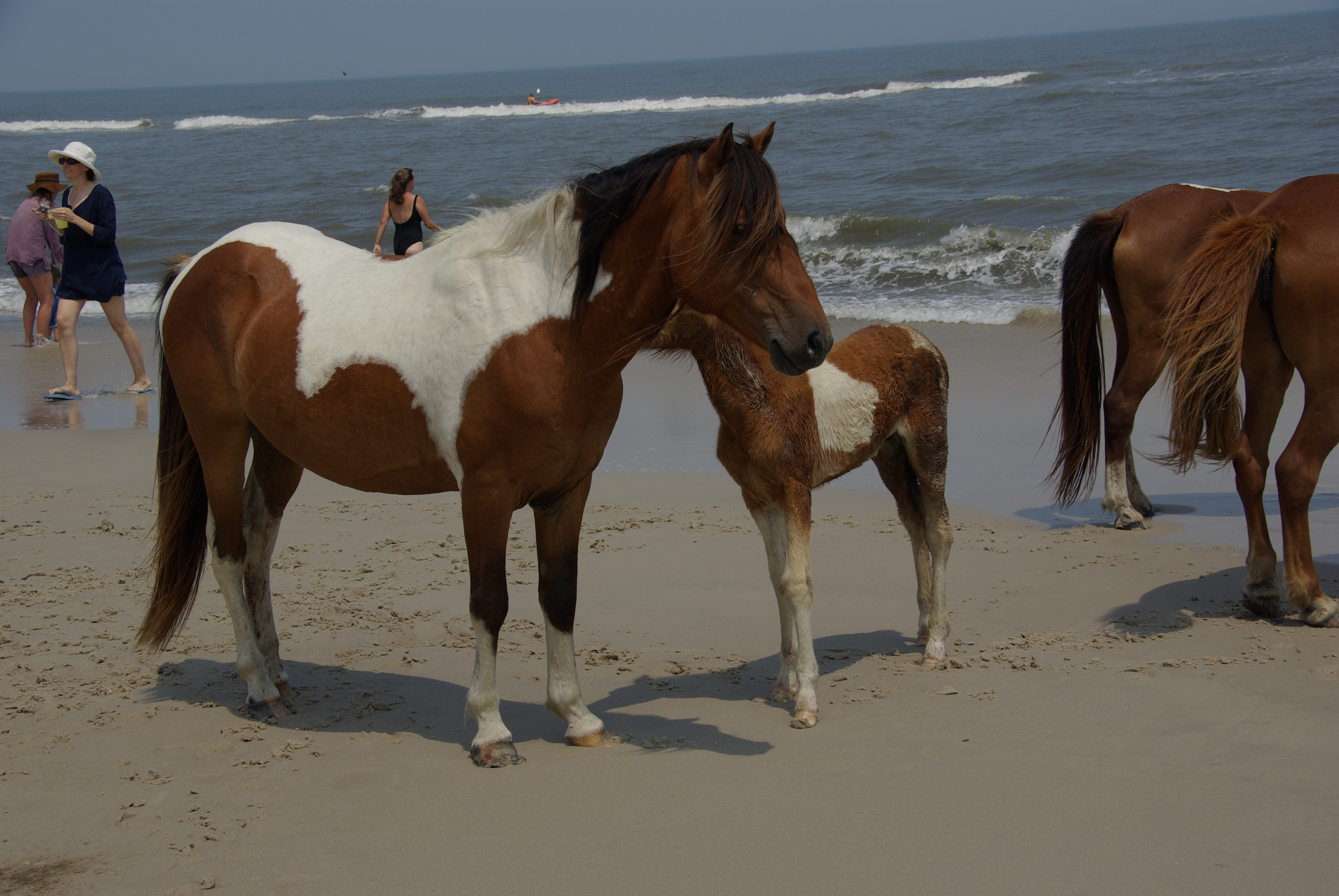
Ponnyerna på Chincoteague och Assateague är ofta skäckfärgade på grund av inkorsningar med Painthästar som gjordes för att förbättra ponnyerna

Det skulle dröja ända in på 1920-talet innan man intresserade sig för de vilda hästarna på öarna. Det var brandkåren i Chincoteague som gjorde deras existens känd. Djuren var då i dåligt skick, bland annat genom att de stannade i växten, utvecklades dåligt och ibland föddes med defekter och missbildningar. Genast började man förbättra ponnystammen genom inkorsningar av Shetlandsponnyer och Welshponnyer men ännu mer udda är utavel med American Paint Horse eller Pinto. Pintons inflytande märks genom att många av dagens ponnyer är skäckar och har vissa drag som påminner mer om en stor häst än en ponny. 
Chincoteagueponnyerna blev mer kända år 1947 då barnboken Misty of Chincoteague (Misty, hästen från havet) kom ut. Den skrevs av Marguerite Henry som precis hade köpt ett föl på auktionen i Chincoteague. 1961 filmades boken under titeln Misty av Twentieth Century Fox. Med boken och filmen ökade intresset för de små ponnyerna och den kraftigt stigande försäljningen bidrog till att de ekonomiska förutsättningarna att skydda och förbättra stammen blev avsevärt bättre. Tusentals besökare kom till öarna för att betrakta de halvvilda ponnyerna.
1943 uppstod dock en konflikt mellan brandkåren och den federala viltvårdsföreningen då ön egentligen var menad att vara ett fågelreservat och ponnyerna trampade ner de dammar som man byggt till fåglarna. Myndigheterna satte då upp stängsel för att skydda dammarna och ponnyerna hänvisades till en lågt liggande och sank del av ön som inte var större 3 600 hektar. Betet blev då ännu sämre för ponnyerna, som inte heller kunde ta sig ner till havet under sommarens myggplåga. En del individer hade blivit hänvisade till havsstränderna istället, och dessa ponnyer dog hastigt under en storm 1962. Inhägnaderna stoppade ponnyerna från att komma bort från stranden, och vågorna drog med sig dessa ponnyer ut till havs. 
Idag är det brandkåren i Chincoteague och Marylands parkmyndighet som tar hand om hästarna. En gång om året organiserar de Pony Penning Days som alltid sker sista torsdagen och fredagen i juli. Då samlar brandmännen ihop hästarna och låter dem simma över den smala kanalen som då ligger i ebb till grannön Chincoteague. De samlas i inhägnader och några utvalda 1-åringar auktioneras ut. Intäkterna går till att sköta och beskydda hjorden. Idag är ponnyn relativt skyddad och antalet individer är noggrant kontrollerade för att de inte ska bli för få.

## Egenskaper

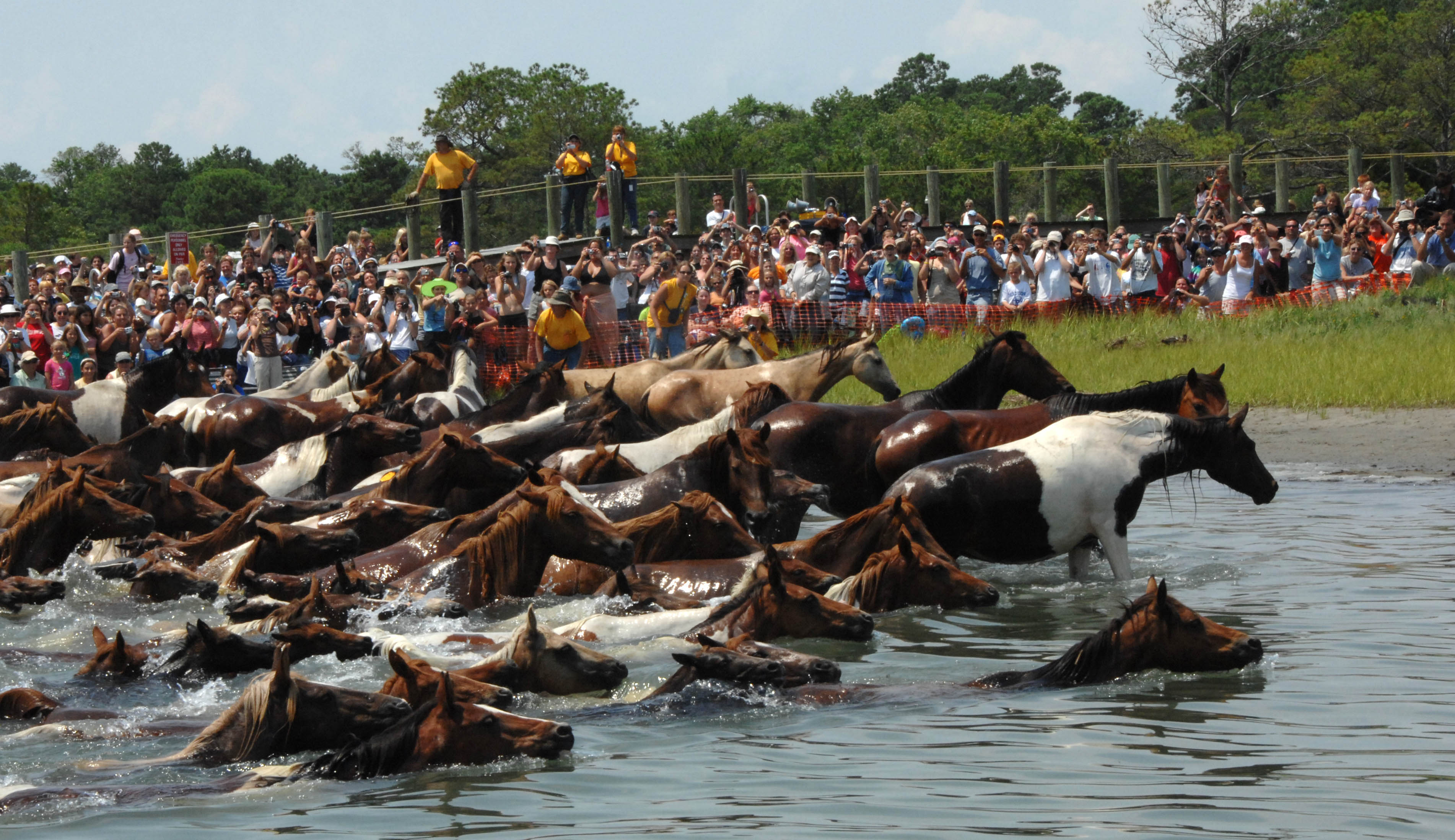
En gång om året samlas ponnyerna in och simmar då över från Assaeague till Chincoteague för att kontrolleras och en del ponnyer auktioneras ut. Här under insamling år 2007

Ponnyn har tyvärr många problem som kommer av okontrollerad avel och det dåliga bete som finns på ön. Utavel med andra raser har dock hjälpt rasen avsevärt. Pintons inflytande syns tydligt i huvudet som mer liknar en stor hästs huvud än ponnyhuvud. Huvudet är bland annat ganska långt på en smal hals. De har en lång och smal rygg och ett sluttande kors. 
De hästar som säljs på auktionen brukar bli utmärkta ridponnyer för barn även om rasen fortfarande har några exteriöra fel. Uppväxten med dåligt bete och tufft klimat har gjort ponnyn härdig, tålig och billig i drift.